# Kamienica Krongoldów w Krakowie
Kamienica Krongoldów – zabytkowa kamienica znajdująca się w Krakowie, w dzielnicy I przy ul. św. Marka 33, na rogu z ul. św. Krzyża 21a, na Starym Mieście.

## Historia
Kamienica została wzniesiona w latach 1937–1938, w miejscu wyburzonej wcześniejszej zabudowy, dla Jakuba i Debory Krongoldów. Projektantami budynku byli architekci: Alfred Düntuch i Stefan Landsberger.

## Architektura
Budynek posiada zróżnicowaną wysokość, co jest nawiązaniem do kształtu historycznej zabudowy działki. Od strony ul. św. Krzyża liczy on trzy piętra, zaś od strony ul. św. Marka cztery. Budynek posiada arkadowy portal, ułożony z płyt ze sztucznego kamienia, imitujących klińce. W narożniku kamienicy umieszczono przyporę obłożoną wapieniem. Detale architektoniczne utrzymane są w duchu historycznym i marynistycznym. Na elewacji od strony ul. św. Krzyża zaprojektowano godło, przedstawiające żaglowiec – symbol handlu. Jest to nawiązanie do zawodu właściciela nieruchomości. Motyw żaglowca znajduje się także w kratach drzwi wejściowych. Innym powtarzającym się elementem zdobniczym jest róża wiatrów, która występuje w kratach drzwi i okien oraz balustradzie schodów.

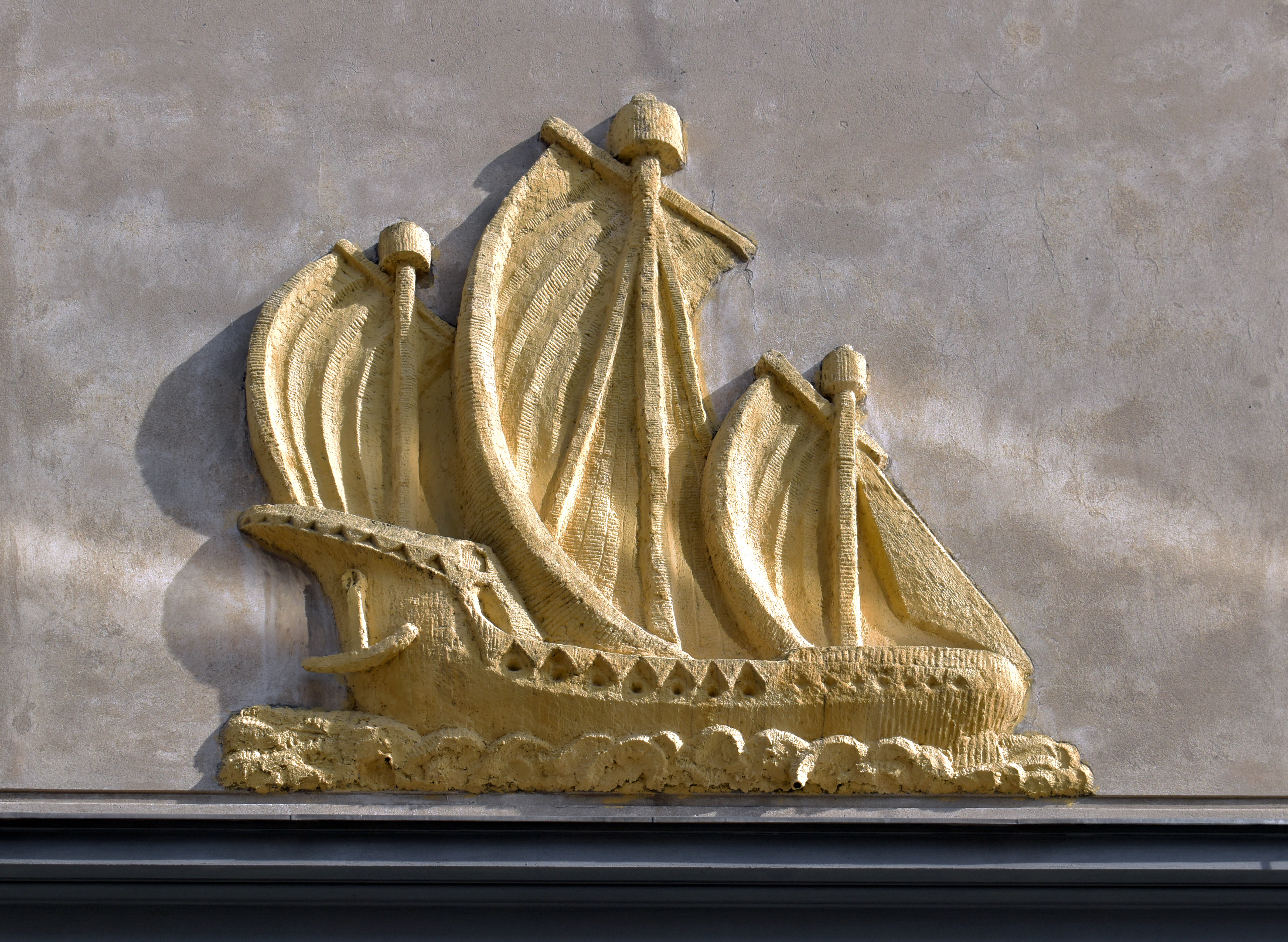
Kamienica Krongoldów
Godło domu

## Źródła
- Barbara Zbroja Leksykon architektów i budowniczych pochodzenia żydowskiego w Krakowie w latach 1868-1939, Wydawnictwo Wysoki Zamek, Kraków 2023, ISBN 978-83-966500-2-3